# Jordan Fry
Jordan Fry, född 7 juni 1993 i Spokane, Washington, är en amerikansk skådespelare.

## Filmografi (urval)
- 2007 – Meet the Robinsons (röst)
- 2006 – Counter-Fit
- 2005 – Kalle och chokladfabriken
- 2012 – Gone